# Estero Diuco
El estero Diuco es un curso de agua ubicado en el sector cordillerano de la comuna de Panguipulli, en la Región de los Ríos, Chile.

## Trayecto
Es un estero de que nace en la ladera sur del volcán Villarrica. Fluye en dirección suroeste. En su curso inferior, cruza la ruta T-243-S que une las localidades de Coñaripe y Lican Ray, vierte sus aguas al lago Calafquén. En sus proximidades se encuentra la localidad de Coñaripe.

## Población, economía y ecología

### Riesgos volcánicos
El área que cubre desde el estero Comonahue hacia el oriente está considerada como una zona con 'Peligro Muy Alto' de verse afectada por lavas y por lahares durante las erupciones del volcán Villarrica cuando estas se originen en el cono y/o en el cráter principal del volcán. Esto incluye el caserío de Traitraico, los esteros estero Diuco y Tralco hasta el poblado de Coñaripe y sus alrededores, incluyendo un tramo importante de la ruta T-243-S. Lo anterior se basa en los antecedentes existentes de erupciones ocurridas durante los siglos XIX y XX. En el Mapa de Peligros del Volcán Villarrica los bordes del río Llancahue se encuentran bajo clasificación (ALI1).
Igualmente, en la parte superior de esta zona puede verse afectada seriamente por caída de piroclastos de 3,2 hasta 1,6 cm de diámetro, con un máximo de entre 10 a 30 cm de espesor de los depósitos.